# 東谷山 (鹿児島市)
東谷山（ひがしたにやま）は、鹿児島県鹿児島市の町丁。郵便番号は891-0113。人口は13,444人、世帯数は6,808世帯（2020年4月1日現在）。東谷山一丁目から東谷山七丁目まであり、東谷山一丁目から東谷山七丁目までの全域で住居表示を実施している。

## 地理
鹿児島市の南部、永田川の下流域に位置している。町域の北方には宇宿、南方には谷山中央、東方には小松原、西方には小原町、魚見町、中山、自由ケ丘、希望ケ丘町、清和、上福元町がそれぞれ接している。
町域の中央部を鹿児島県道20号鹿児島加世田線が南北に通っており、中山バイパス（鹿児島市道小松原山田線）が東西に通っている。また、東部には指宿枕崎線が南北に通っているが、町域内には駅は所在していない。
また、小松原との境界上を通る国道225号に沿って鹿児島市電谷山線が通り、谷山電停、上塩屋電停、笹貫電停が所在している。

### 河川
- 永田川

## 歴史

### 土地区画整理事業の実施
1965年（昭和40年）には笹貫地区土地区画整理事業に着手し、1968年（昭和43年）にかけて総事業費26億6200万円、総面積281,000平方メートルにおいて実施された。1970年（昭和45年）には桜川地区土地区画整理事業が計画決定され、1985年（昭和60年）にかけて総事業費41億2200万円余、1075戸の建物を移転し実施された。1976年（昭和51年）4月には、笹貫地区から西塩屋地区までを結ぶバイパス道路（現在の鹿児島県道20号鹿児島加世田線）が開通した。

### 町丁の設置以降
1979年（昭和54年）2月26日に笹貫・谷山塩屋地区の区域において住居表示が実施されることとなった。それに伴い町域の再編が実施され谷山塩屋町、上福元町の各一部より分割され「東谷山一丁目」が設置された。1982年（昭和57年）2月15日には桜川地区において住居表示が実施された。上福元町の一部より「東谷山二丁目」、「東谷山三丁目」が設置され、同時に東谷山一丁目の一部に編入された。
1988年（昭和63年）2月15日には桜川地区において住居表示が実施されることとなり、それに伴い町域の再編が行われ上福元町の一部より「東谷山四丁目」及び「東谷山五丁目」が設置された。1992年（平成4年）3月には鹿児島南警察署前から皇徳寺台に至る都市計画道路であり、町域を東西に横断する「小松原山田線」が開通した。1997年（平成9年）2月17日には桜川第二地区において住居表示が実施されることとなり、上福元町及び中山町の各一部より「東谷山六丁目」、中山町の一部より「東谷山七丁目」が設置され、上福元町の一部が東谷山四丁目に編入された。

### 町域の変遷
| 実施後               | 実施年             | 実施前             |
| -------------------- | ------------------ | ------------------ |
| 東谷山一丁目（新設） | 1979年（昭和54年） | 谷山塩屋町（一部） |
| 東谷山一丁目（新設） | 1979年（昭和54年） | 上福元町（一部）   |
| 東谷山二丁目（新設） | 1982年（昭和57年） | 上福元町（一部）   |
| 東谷山三丁目（新設） | 1982年（昭和57年） | 上福元町（一部）   |
| 東谷山一丁目（編入） | 1982年（昭和57年） | 上福元町（一部）   |
| 東谷山四丁目（新設） | 1988年（昭和63年） | 上福元町（一部）   |
| 東谷山五丁目（新設） | 1988年（昭和63年） | 上福元町（一部）   |
| 東谷山六丁目（新設） | 1997年（平成9年）  | 上福元町（一部）   |
| 東谷山四丁目（編入） | 1997年（平成9年）  | 上福元町（一部）   |
| 東谷山七丁目（新設） | 1997年（平成9年）  | 上福元町（一部）   |
| 東谷山七丁目（新設） | 1997年（平成9年）  | 中山町（一部）     |

## 人口

### 町丁別
|              | 世帯数 | 人口  |
| ------------ | ------ | ----- |
| 東谷山一丁目 | 2,007  | 3,640 |
| 東谷山二丁目 | 1,268  | 2,139 |
| 東谷山三丁目 | 802    | 1,548 |
| 東谷山四丁目 | 628    | 1,296 |
| 東谷山五丁目 | 914    | 1,948 |
| 東谷山六丁目 | 800    | 1,986 |
| 東谷山七丁目 | 389    | 887   |

### 国勢調査
以下の表は国勢調査による小地域集計が開始された1995年以降の人口の推移である。なお、1995年（平成7年）と2000年（平成12年）の間には東谷山六丁目及び東谷山七丁目の区域が追加されている。
| 年                 | 人口   |
| ------------------ | ------ |
| 1995年（平成7年）  | 10,976 |
| 2000年（平成12年） | 13,395 |
| 2005年（平成17年） | 13,371 |
| 2010年（平成22年） | 13,345 |
| 2015年（平成27年） | 13,318 |

## 文化財

### 市指定
- 入来の田の神（有形民俗文化財（民俗資料））[25]

## 施設

### 公共
- 東谷山福祉館[26]
- 東谷山納骨堂[27]
1987年（昭和62年）に市営の納骨堂として建設された[27]。

### 教育
- 学校法人原田学園鹿児島医療技術専門学校谷山校
- ひまわり幼稚園[28]

## 小・中学校の学区
市立小・中学校に通う場合、学区（校区）は以下の通りとなる。
| 町丁         | 番・番地 | 小学校                 | 中学校                 |
| ------------ | -------- | ---------------------- | ---------------------- |
| 東谷山一丁目 | 全域     | 鹿児島市立東谷山小学校 | 鹿児島市立東谷山中学校 |
| 東谷山二丁目 | 一部     | 鹿児島市立東谷山小学校 | 鹿児島市立東谷山中学校 |
| 東谷山二丁目 | 一部     | 鹿児島市立清和小学校   | 鹿児島市立東谷山中学校 |
| 東谷山三丁目 | 全域     | 鹿児島市立清和小学校   | 鹿児島市立東谷山中学校 |
| 東谷山四丁目 | 1-17     | 鹿児島市立東谷山小学校 | 鹿児島市立東谷山中学校 |
| 東谷山四丁目 | 18-37    | 鹿児島市立清和小学校   | 鹿児島市立東谷山中学校 |
| 東谷山五丁目 | 全域     | 鹿児島市立清和小学校   | 鹿児島市立東谷山中学校 |
| 東谷山六丁目 | 1、39-46 | 鹿児島市立清和小学校   | 鹿児島市立東谷山中学校 |
| 東谷山六丁目 | 2-38     | 鹿児島市立東谷山小学校 | 鹿児島市立東谷山中学校 |
| 東谷山七丁目 | 全域     | 鹿児島市立東谷山小学校 | 鹿児島市立東谷山中学校 |

## 交通

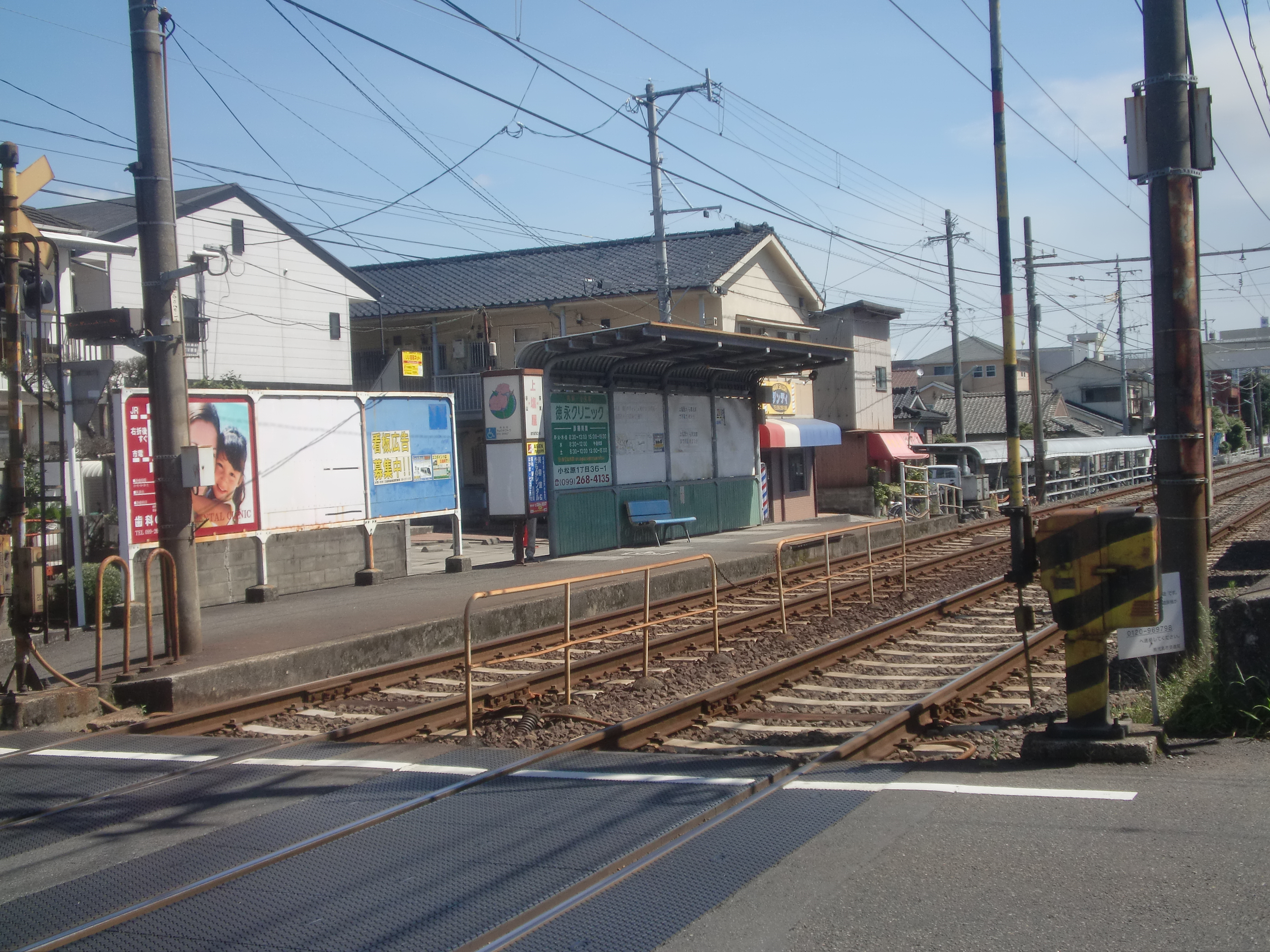
上塩屋電停

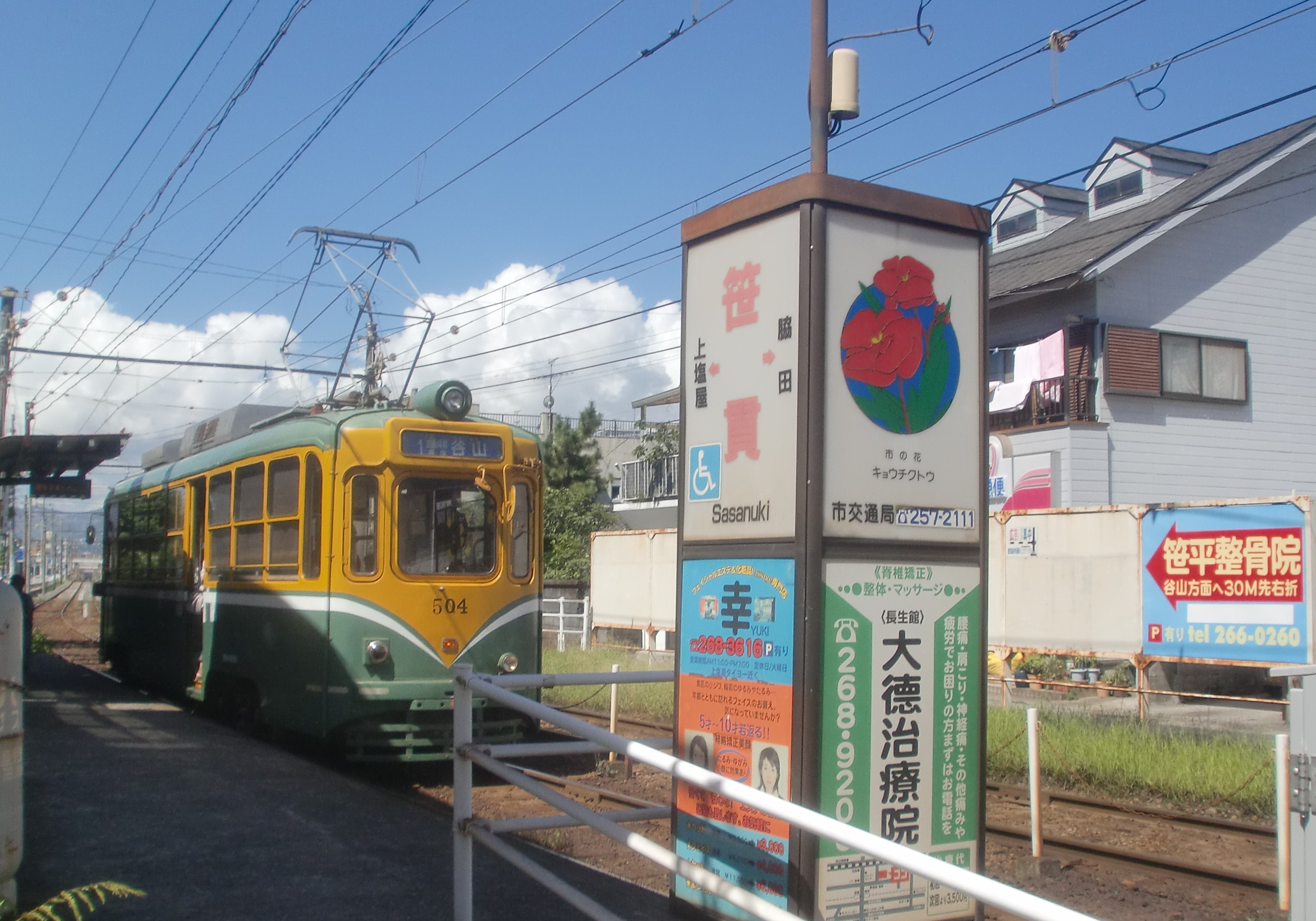
笹貫電停

### 道路
一般国道
- 国道225号

主要地方道
- 鹿児島県道20号鹿児島加世田線

### 鉄道
鹿児島市交通局鹿児島市電谷山線
- 谷山電停
- 上塩屋電停
- 笹貫電停

## 関連する人物
- 波平行安（平安時代の刀工）
現在の東谷山一丁目（笹貫）付近に居住していたとされており、刀剣作りに使用された井戸が現存している[30]。波平一門が作成した著名な太刀としては鎌倉時代の「笹貫」（国指定重要文化財、京都国立博物館所蔵）がある[31]。